# Naturvårdsverket

Stemma della Naturvårdsverket

L'Agenzia per la protezione dell'ambiente  (Naturvårdsverket in lingua svedese) è un'agenzia del governo svedese che ha il compito di proporre, implementare e supervisionare le politiche concernenti l'ambiente e la natura. Fondata nel 1967, è posta sotto il Ministero dell'ambiente.
Nel 2008 l'Agenzia ha stilato un piano di sedici punti per incrementare la qualità dell'ambiente:
- Riduzione dell'impatto climatico
- Aria pulita
- Acidificazione esclusivamente naturale
- Ambienti non tossici
- Una ozonosfera resistente
- Ambienti senza radiazioni
- Azzeramento dell'eutrofizzazione
- Fiumi e laghi rigogliosi
- Elevata qualità delle acque sotterranee
- Ambiente marino bilanciato
- Zone umide sane
- Foreste sostenibili
- Un paesaggio agrario vario
- Un paesaggio montagnoso splendido
- Una buona antropizzazione
- Una ricca diversità di flora e fauna